# Distretto di Hooghly
Il distretto di Hooghly (scritto anche Hoogli o Hugli) è un distretto del Bengala Occidentale, in India, di 5 040 047 abitanti. Il suo capoluogo è Hooghly-Chinsurah.